# Бідний Матвій Вікторович
Матвій Вікторович Бідний (28 листопада 1979, Київ) — український спортивний функціонер, бодибілдер. З 1999 по 2004 рік — член Національної збірної України з бодібілдингу. Міністр молоді та спорту України з 5 вересня 2024 року, т.в.о. міністра молоді та спорту України (9 листопада 2023 — 4 вересня 2024).

## Освіта
2001 — закінчив Національний університет фізичного виховання та спорту України за спеціальністю тренер-викладач.
2004 — закінчив Київський національний торговельно-економічний університет за спеціальністю фінанси підприємства.
2008 — закінчив Міжрегіональну академію управління персоналом за спеціальністю комерційне право та трудове право.
2020  — закінчив Національну академію державного управління при Президентові України за спеціальністю публічне управління та адміністрування.

## Трудова діяльність
2000—2004 — тренер ДП «Фаворит-С», м. Київ;
2004—2016 — засновник та експерт консалтингової компанії «Столиця груп»;
2007—2011 — керівник фітнес — клуба ДП «Фаворит-С», м. Київ;
2011 — помічник керівника ТОВ "Юридична компанія «Сетра»;
2011—2015 — менеджер з продажу ТОВ «ФірмаІСТ»;
2015—2016 — керівник відділу автоперевезень Дочірнє підприємство «ІСТФРАХТ»;

## Політична діяльність
У 2016 році — головний спеціаліст відділу пріоритетних неолімпійських видів спорту департаменту фізичної культури та неолімпійських видів спорту у Міністерстві молоді та спорту України.
У 2007—2010 роках — помічник-консультант народного депутата України Андрія Портнова.
У 2016—2020 роках — директор департаменту фізичної культури та неолімпійських видів спорту Міністерства молоді та спорту України;
15 липня 2020 — призначений на посаду заступника Міністра молоді та спорту України.
9 листопада 2023 року Кабінет міністрів України на своєму засіданні призначив Матвія Бідного виконувачем обов'язків міністра молоді та спорту замість звільненого в той же день Вадима Гутцайта.
У питанні міжнародної спортивної дипломатії, Міністерство молоді та спорту під керівництвом Матвія Бідного працює над санкційними списками з російських та білоруських спортсменів, які підтримують російські військові злочини.
Напередодні засідання виконавчого комітету МОК, Бідний назвав потенційний допуск Міжнародним олімпійським комітетом спортсменів із Росії та інших країн-агресорів до участі в Олімпійських іграх 2024 року під нейтральним прапором безвідповідальним.
5 вересня 2024 року Бідний очолив Міністерство молоді та спорту України. За його призначення проголосували 239 народних депутатів України. 
У 2024 році його обрано представником країн Ради Європи у Виконавчому комітеті Всесвітнього антидопінгового агентства.

## Спортивні досягнення
З 1999 по 2004 рік — член Національної збірної України з бодібілдингу. Чемпіон України 2000, 2001, 2002. Срібний призер чемпіонату світу серед юніорів 2000 р., Дубай, ОАЕ.
З 2005 по 2008 рік — учасник спортивного телевізійного проекту «Ігри Патріотів», Франція.

## Особисте життя
2019 року розлучився з дружиною Інною і одружився з Вікторією Дашутіною. Виховує трьох дітей.
Тесть — політик від Партії регіонів Григорій Дашутін. 2022 року ДБР затримало Дашутіна після того, як стало відомо, що його компанія з 2014-го року забезпечувала продукцією військово-промисловий комплекс рф та продовжила постачання після повномасштабного вторгнення 24 лютого 2022 року.
Про Дашутіна Матвій Бідний заявив, що не хоче нести відповідальність за його вчинки.

## Боротьба з російською агресією
Веде боротьбу проти участі росіян у міжнародних змаганнях.

## Нагороди
- Подяка Міністерства молоді та спорту (31 серпня 2017) — за вагомий особистий внесок у розвиток фізичної культури і спорту України;
- Подяка Національного олімпійського комітету України — за внесок у розвиток олімпійського руху.
- Почесна грамота Кабінету Міністрів України (1 грудня 2017);
- Почесна грамота Міністерства молоді та спорту України (1 серпня 2019);
- Заслужений працівник фізичної культури і спорту України (13 вересня 2019) — за вагомий особистий внесок у розвиток та популяризацію фізичної культури і спорту в Україні, досягнення високих спортивних результатів та багаторічну плідну професійну діяльність[15];
- Нагрудний знак Міністерства молоді та спорту України «Знак Пошани» (23 грудня 2021).